# Gran Premio d'Olanda 1969
Il Gran Premio d'Olanda 1969, XVIII Grote Prijs van Nederland di Formula 1 e quarta gara del campionato di Formula 1 del 1969, si è svolto il 21 giugno sul circuito di Zandvoort ed è stato vinto da Jackie Stewart su Matra-Ford Cosworth.

## Qualifiche
| Pos | No | Pilota               | Costruttore  | Scuderia                              | Tempo   | Distacco |
| --- | -- | -------------------- | ------------ | ------------------------------------- | ------- | -------- |
| 1   | 2  | Jochen Rindt         | Lotus-Ford   | Gold Leaf Team Lotus                  | 1:20.85 | -        |
| 2   | 4  | Jackie Stewart       | Matra-Ford   | Matra International                   | 1:21.14 | +0.29    |
| 3   | 1  | Graham Hill          | Lotus-Ford   | Gold Leaf Team Lotus                  | 1:22.01 | +1.16    |
| 4   | 8  | Chris Amon           | Ferrari      | Scuderia Ferrari SpA SEFAC            | 1:22.69 | +1.84    |
| 5   | 12 | Jacky Ickx           | Brabham-Ford | Motor Racing Developments Ltd         | 1:22.85 | +2.00    |
| 6   | 6  | Bruce McLaren        | McLaren-Ford | Bruce McLaren Motor Racing            | 1:22.87 | +2.02    |
| 7   | 7  | Denny Hulme          | McLaren-Ford | Bruce McLaren Motor Racing            | 1:23.07 | +2.22    |
| 8   | 11 | Jack Brabham         | Brabham-Ford | Motor Racing Developments Ltd         | 1:23.10 | +2.25    |
| 9   | 16 | Piers Courage        | Brabham-Ford | Frank Williams Racing Cars            | 1:23.36 | +2.51    |
| 10  | 10 | Jo Siffert           | Lotus-Ford   | Rob Walker/Jack Durlacher Racing Team | 1:23.94 | +3.09    |
| 11  | 5  | Jean-Pierre Beltoise | Matra-Ford   | Matra International                   | 1:24.44 | +3.59    |
| 12  | 14 | John Surtees         | BRM          | Owen Racing Organisation              | 1:25.07 | +4.22    |
| 13  | 15 | Jackie Oliver        | BRM          | Owen Racing Organisation              | 1:25.11 | +4.26    |
| 14  | 17 | Silvio Moser         | Brabham-Ford | Silvio Moser Racing Team              | 1:26.50 | +5.65    |
| 15  | 18 | Vic Elford           | McLaren-Ford | Antique Automobiles                   | 1:28.47 | +7.62    |

## Gara
| Pos | No | Pilota               | Costruttore  | Giri | Tempo/Ritiro | Pos. Griglia | Punti |
| --- | -- | -------------------- | ------------ | ---- | ------------ | ------------ | ----- |
| 1   | 4  | Jackie Stewart       | Matra-Ford   | 90   | 2:06:42.08   | 2            | 9     |
| 2   | 10 | Jo Siffert           | Lotus-Ford   | 90   | + 24.52      | 10           | 6     |
| 3   | 8  | Chris Amon           | Ferrari      | 90   | + 30.51      | 4            | 4     |
| 4   | 7  | Denny Hulme          | McLaren-Ford | 90   | + 37.16      | 7            | 3     |
| 5   | 12 | Jacky Ickx           | Brabham-Ford | 90   | + 37.67      | 5            | 2     |
| 6   | 11 | Jack Brabham         | Brabham-Ford | 90   | + 1:10.81    | 8            | 1     |
| 7   | 1  | Graham Hill          | Lotus-Ford   | 88   | + 2 Giri     | 3            |       |
| 8   | 5  | Jean-Pierre Beltoise | Matra-Ford   | 87   | + 3 Giri     | 11           |       |
| 9   | 14 | John Surtees         | BRM          | 87   | + 3 Giri     | 12           |       |
| 10  | 18 | Vic Elford           | McLaren-Ford | 84   | + 6 Giri     | 15           |       |
| Ret | 17 | Silvio Moser         | Brabham-Ford | 54   | Iniezione    | 14           |       |
| Ret | 6  | Bruce McLaren        | McLaren-Ford | 24   | Sospensione  | 6            |       |
| Ret | 2  | Jochen Rindt         | Lotus-Ford   | 16   | Giunto       | 1            |       |
| Ret | 16 | Piers Courage        | Brabham-Ford | 12   | Frizione     | 9            |       |
| Ret | 15 | Jackie Oliver        | BRM          | 9    | Cambio       | 13           |       |

## Statistiche

### Piloti
- 8ª vittoria per Jackie Stewart

### Costruttori
- 6° vittoria per la Matra
- 10° podio per la Matra

### Motori
- 19° vittoria per il motore Ford Cosworth

### Giri al comando
- Graham Hill (1-2)
- Jochen Rindt (3-16)
- Jackie Stewart (17-90)

## Classifiche Mondiali

### Piloti
| Pos. | Pilota               | Punti |
| ---- | -------------------- | ----- |
| 1    | Jackie Stewart       | 27    |
| 2    | Graham Hill          | 15    |
| 3    | Jo Siffert           | 13    |
| 4    | Denny Hulme          | 11    |
| 5    | Bruce McLaren        | 10    |
| 6    | Piers Courage        | 6     |
| 7    | Jean-Pierre Beltoise | 5     |
| 8    | Chris Amon           | 4     |
| 9    | Richard Attwood      | 3     |
|      | Jacky Ickx           | 3     |
| 11   | John Surtees         | 2     |
| 12   | Jack Brabham         | 1     |

### Costruttori
| Pos. | Team                  | Punti |
| ---- | --------------------- | ----- |
| 1    | Matra-Ford Cosworth   | 27    |
| 2    | Lotus-Ford Cosworth   | 21    |
| 3    | McLaren-Ford Cosworth | 15    |
| 4    | Brabham-Ford Cosworth | 9     |
| 5    | Ferrari               | 4     |
| 6    | BRM                   | 2     |